# Жорж Детрей
Жорж Детрей (фр. Georges Detreille, 8 вересня 1893 — 13 травня 1957) — французький велогонщик.
Олімпійський чемпіон 1920 року в роздільній командній гонці.